# Danie de Beer
Pas d'image ? Cliquez ici

a Compétitions nationales et continentales officielles uniquement.

Danie de Beer (né le 7 décembre 1978 à Odendaalsrus (État-libre) en Afrique du Sud) est un joueur sud-africain de rugby à XV évoluant au poste de demi d’ouverture ou de centre (1,80 m pour 90 kg).

## Carrière
- 1998-2003 : North West Leopards (Currie Cup)
- 2005-2006 : SWD Eagles (Currie Cup)
- 2006-2007 : GWK Griquas (Currie Cup)
- 2007-2008 : Stade aurillacois (Pro D2)
- 2008-2010 : FC Grenoble (Pro D2)
- 2010-2012 : PARC Aix-en-Provence (Pro D2)
- 2012-2015 : SO Chambéry (Fédérale 2 puis Fédérale 1)

## Palmarès
- Vodacom Cup :
  - Vainqueur (1) : 2007 (GWK Griquas)[3]